# Col de la Pale de la Clauère
Le col de la Pale de la Clauère (Coll de la Pala de Clavera en catalan) est un col pédestre de la chaîne pyrénéenne à 2 521 ou 2 524 m d'altitude à la frontière entre la France (département de l'Ariège, Occitanie) au nord-ouest et l'Espagne (Pallars Sobirà, Catalogne) au sud-est.

## Géographie
Situé à l'altitude de 2 521 ou 2 524 m dans le massif du Mont-Valier, le col permet de joindre uniquement par voie pédestre la vallée du Ribérot (Ariège, commune de Bordes-Uchentein) au nord-ouest et la vallée de Noguera Pallaresa (commune d'Alt Àneu) au sud-est. Il se trouve au sud-ouest du mont Valier et à l'est de l'étang Long et donc proche du refuge gardé des Estagnous, qui constitue la base de départ pour ce col difficile et rendu dangereux par l'abondance de gispet. Ce col n'est pas un passage habituellement emprunté vers la vallée de la Noguera Pallaresa (Pallars Sobirà).
Le Ribérot prend sa source à 75 m sur le flanc ouest et alimente l'étang Long puis l'étang Rond.

## Histoire
Ce col est notable du point de vue historique. La difficulté du passage de la France vers l'Espagne permettait aux passeurs de convoyer assez discrètement, même en hiver, des réfugiés et des volontaires pour l'exil durant la Seconde Guerre mondiale par ce qui allait être appelé localement le « Chemin de la Liberté ». La destination de ces passages était Esterri d'Àneu et les localités du Pallars Sobirà. Après un temps de prison, les exilés étaient alors libres de partir pour le pays de leur choix (la prison « Camí de la Llibertat » à Sort est devenue un musée). Ce passage difficile fut utilisé surtout à partir de novembre 1942 lorsque les Allemands imposèrent un contrôle drastique de la frontière. Une stèle rappelle cette période dramatique.
Dans son ouvrage de référence Comminges et Couserans, Simone Henry, agrégée d'histoire et de géographie, relate :

« En Couserans, un passage fut particulièrement utilisé, car il échappait plus que les autres à la surveillance des Allemands, en raison de la difficulté qu’il présentait : le col de la Pale de la Claouère à 2 522 m…
Les passages s’y firent en groupes, de vingt à quarante cinq, deux fois par semaine à partir du mois de janvier 1943…
Voici, à titre d’exemple, comment se fit un de ces passages. Rendez-vous avait été donné à deux jeunes gens, près d’Alos, à une dizaine de kilomètres au sud de Saint-Girons. Mais peu après Lacourt, on leur fit savoir que les Allemands, ayant eu vent de l’affaire, gardaient les abords d’Alos et qu’il fallait se rendre à quelques kilomètres de là, à Espou. Ils y trouvèrent le passeur et une vingtaine d’autres jeunes gens. Une première étape eut lieu la nuit, conduisant aux environs du col de la Core. Là, le passeur, après avoir demandé 1 000 francs à chacun, confia la troupe à un second passeur. Le trajet fut repris la seconde nuit, avec de grosses difficultés, pour atteindre le voisinage du refuge des Estagnous et, de là, gagner, après une dernière escalade qui parut la plus difficile, « un véritable glacier », en haut duquel était le col et l’Espagne. Ce second passeur fit un prix global. Ceux qui avaient le plus de moyens prirent à leur charge les plus démunis. Ils donnèrent de 5 000 à 3 000 francs environ. Quelques jours plus tard, un des deux jeunes gens eut la surprise de trouver, en Espagne, un de ses passeurs. Les Allemands avaient eu connaissance de la filière. Le passeur avait dû à son tour franchir la frontière. Nouvelle surprise, le jeune homme le retrouva en Italie, comme lui, dans l’armée de Juin.
Mais le jeune homme qui, à Saint-Girons, se mettait en relation avec les candidats au passage fut arrêté et hélas ! fusillé… »

## Activités

### Protection environnementale
Le col se trouve dans la réserve domaniale du mont Valier.

### Randonnée
Il est desservi par le GRT 55 embranché sur le GR 10 au pla de Lau dans la vallée du Ribérot. Un parcours difficile en crête, impérativement par beau temps estival, est envisageable pour des randonneurs très entraînés depuis le port d'Aula.